# 이차영
이차영(李次榮, 1961년 8월 10일~)은 대한민국의 정치인이다. 제44대 괴산군수이다.

## 학력
- 1967~1973 감물초등학교 졸업
- 1973~1976 목도중학교→대성중학교 졸업
- 1976~1979 청주고등학교 졸업
- 1979~1983 충북대학교 행정학 학사
- 1994 충북대학교 행정대학원

## 경력
- 2004.02~2004.08: 충청북도청 기획관리실 도정혁신기획단
- 2010.03~2010.07: 충청북도청 기반건설과장
- 2010.08~2010.12: 충청북도청 농업기술원 행정지원과장
- 2011.01~2011.06: 충청북도청 관광항공과장
- 2011.07~2013.01: 충청북도지사 비서실장
- 2013.01~2013.07: 충청북도 괴산군 부군수
- 2013.07~2014.12: 2014 오송국제바이오산업엑스포 사무총장
- 2014.12~2017.12: 충청북도청 경제통상국장
- 2018.07~2022.06: 제44대 민선 7기 충청북도 괴산군수(초선, 더불어민주당)
- 2022.10~: 더불어민주당 충청북도당 부위원장

## 전과
- 도로교통법위반(음주운전): 벌금 1,500,000원 - 2008년 8월 18일 선고[1]

## 역대 선거 결과
|  | 50.78% |

|  | 45.20% |